# Lomborg-Rom Sogn
Lomborg-Rom Sogn er et sogn i Lemvig Provsti (Viborg Stift). Sognet blev oprettet 22. august 2019 ved sammenlægning af Lomborg Sogn og Rom Sogn.
I sognet ligger Lomborg Kirke og Rom Kirke samt Lomborg Gymnastik- & Idrætsefterskole.